# Grote Volkszaal

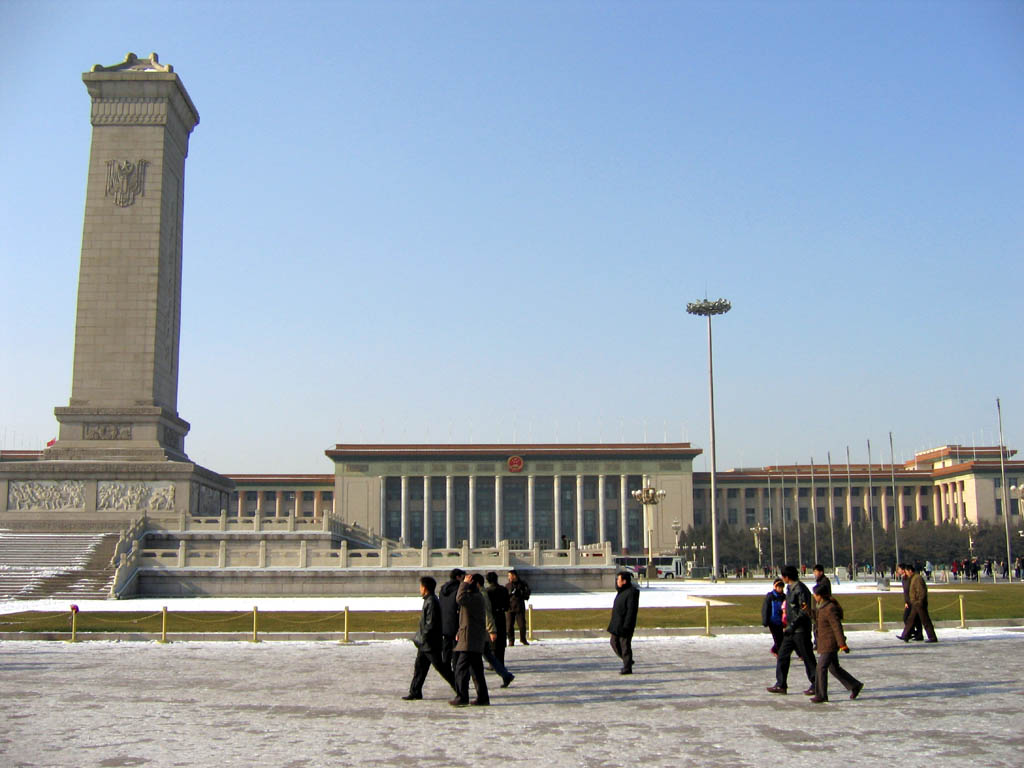
De Grote Volkszaal aan het Plein van de Hemelse Vrede.

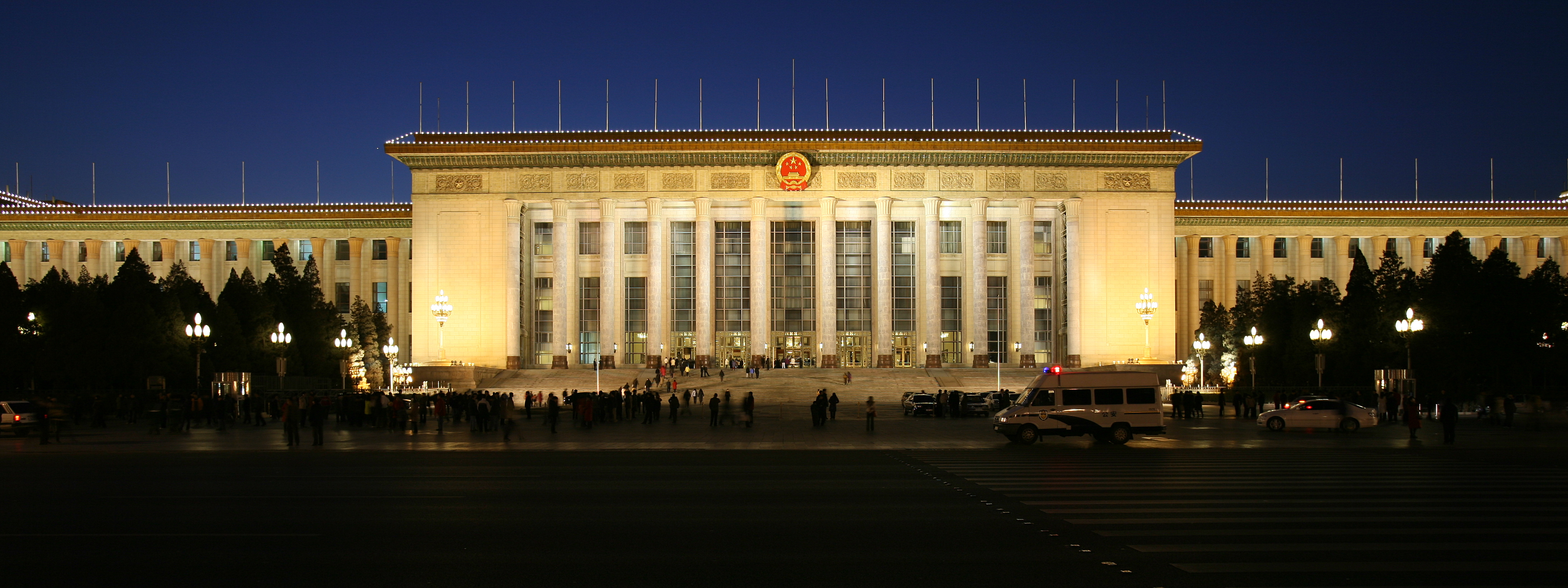
De zaal bij nacht.

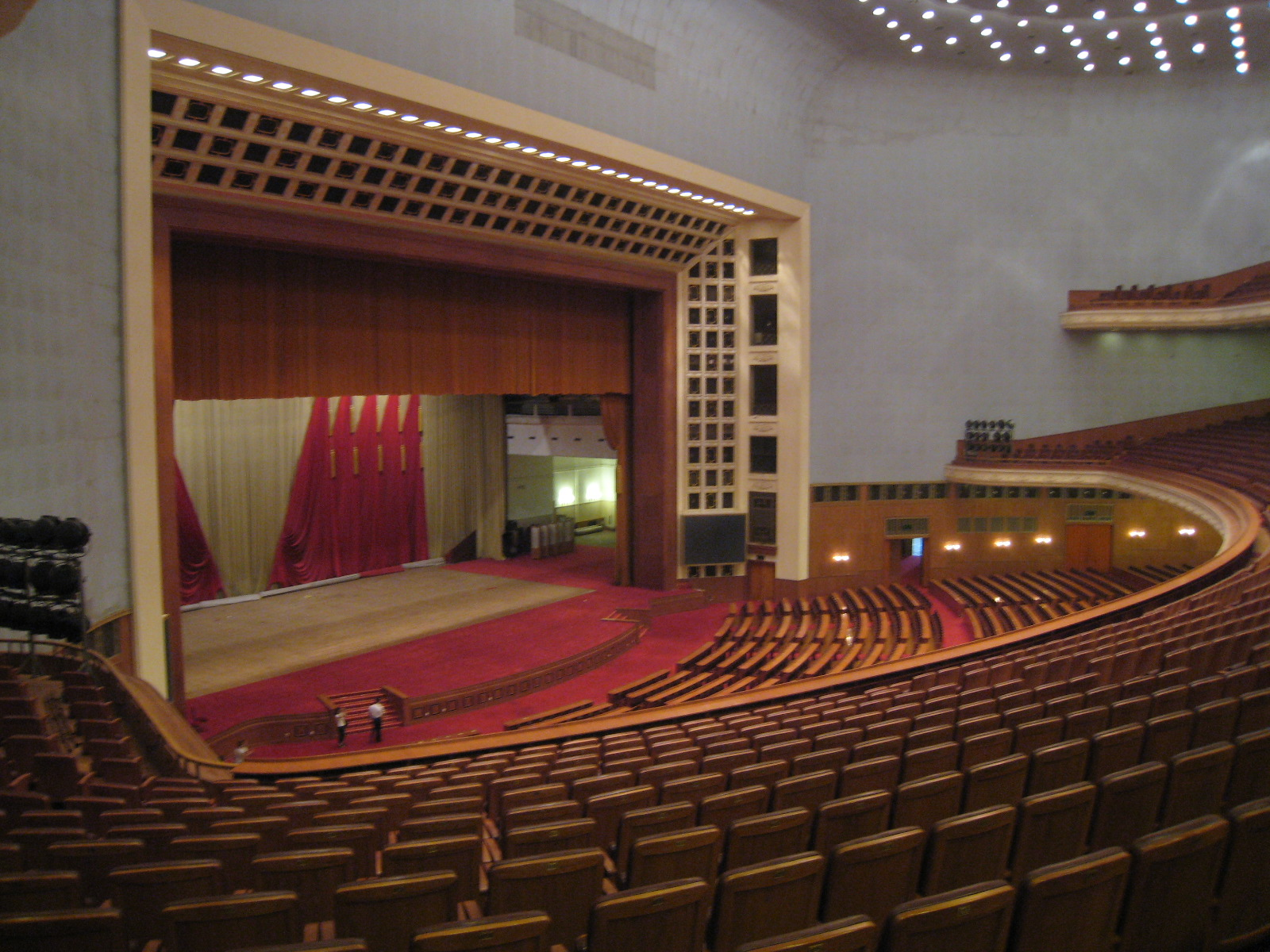
De grote zaal.

De Grote Volkszaal of de Grote Hal van het Volk (vereenvoudigd Chinees: 人民大会堂; traditioneel Chinees: 人民大會堂; pinyin: Rénmín Dàhuìtáng) is een bouwwerk in neoclassicistische stijl aan het Plein van de Hemelse Vrede in Beijing, de hoofdstad van de Volksrepubliek China. Het gebouw wordt gebruikt voor wetgevende en ceremoniële activiteiten van de Volksrepubliek China en de Communistische Partij van China. Het is de zetel van het Nationaal Volkscongres, het Chinees parlement.

## Geschiedenis
De Grote Volkszaal werd geopend in september 1959 en is een van de zogenaamde "Tien Grote Bouwwerken", samen met onder meer het Nationaal Museum en het Arbeidersstadion, die voor het tienjarige bestaan van de Volksrepubliek China gebouwd werden. Het werd in tien maanden voltooid. De zaal biedt plaats aan 10.000 personen.